# Штутензе
Штутензе (нім. Stutensee) — місто в Німеччині, знаходиться в землі Баден-Вюртемберг. Підпорядковується адміністративному округу Карлсруе. Входить до складу району Карлсруе.
Площа — 45,67 км2. Населення становить 24 897 ос. (станом на 31 грудня 2020).